# مصطفى السفاريني
مصطفى أنيس محمد السفاريني (26 مارس 1950)، دبلوماسي وسياسي فلسطيني، شغل منصب سفير فلسطين في عدد من دول العالم، وهو حاصل على الدكتوراه في السياسة.

## نشأته وتحصليه العلمي
ولد مصطفى السفاريني في محافظة طولكرم بتاريخ 26 مارس 1950. حاصل على درجة الدكتوراه في السياسة الدولية من جامعة بكين في الصين عام 1991.

## مناصبه
- عضو منظمة التحرير الفلسطينية.[3]
- سفير دولة فلسطين لدى جمهورية لاوس.[4]
- سفير دولة فلسطين لدى تايلاند.[5]
- ممثل الرئيس ياسر عرفات لدى كمبوديا.[6]
- سفير دولة فلسطين لدى جمهورية كوريا الديمقراطية الشعبية.[6]
- سفير دولة فلسطين لدى جمهورية الصين الشعبية.[7]
- دبلوماسي في جامعة الدول العربية[8]

## مؤلفاته
- كتاب «أيامي في الصين: تجربة حية لمبعوث دبلوماسي».[9]

## أوسمة
- في عام 2015، منحت كمبوديا الدكتور مصطفى السفاريني «وسام السلام والصداقة» تقديراً لجهوده الكبيرة في إنهاء الانقسام السياسي في كمبوديا.[10]